# هارهيكو ساتو
هارهيكو ساتو (باليابانية: 佐藤 陽彦) (27 يونيو 1978 في طوكيو في اليابان – )؛ هو لاعب كرة قدم ياباني سابق كان يلعب كمدافع.

## وصلات خارجية
- هارهيكو ساتو على موقع رابطة كرة القدم اليابانية للمحترفين (اليابانية)